# Катайга (посёлок)
Катайга — посёлок в Верхнекетском районе Томской области, Россия. Административный центр Катайгинского сельского поселения.

## География
Катайга расположена на правом берегу реки Кеть, на самом востоке Верхнекетского района, недалеко от административной границы с Красноярским краем. Расстояние до райцентра — 230 км.

## Население
| 2002 | 2010  | 2012  | 2013  | 2014  | 2015  | 2021  |
| ---- | ----- | ----- | ----- | ----- | ----- | ----- |
| 1812 | ↘1584 | ↘1531 | ↘1511 | ↘1484 | ↘1411 | ↘1202 |

## Социальная сфера и экономика
В посёлке есть фельдшерско-акушерский пункт, дом культуры, средняя общеобразовательная школа, детский сад и библиотека.
Основа местной экономической жизни — лесное и сельское хозяйство, розничная торговля.